# Equazioni di bilancio
In fisica, un'equazione di bilancio viene usata nella descrizione delle leggi di conservazione.
In meccanica statistica, si possono dedurre le equazioni di bilancio dalle equazioni di distribuzione, come ad esempio l'equazione di Boltzmann. Le informazioni che si ottengono grazie alle equazioni di bilancio sono più modeste, ma danno comunque alcune informazioni sull'evoluzione della funzione di distribuzione dell'insieme statistico che si sta considerando. Attraverso variazioni infinitesimali le equazioni di bilancio sono costituite da una serie di correzioni successive, che tanto più tardi vengono troncate quanto più è alta la bontà dell'approssimazione. La correttezza del metodo è garantita dal teorema di Liouville che assicura la conservazione del volume nello spazio delle fasi.

## Equazione di bilancio generica
Dato un sistema con {\displaystyle k} gradi di libertà, il cui spazio delle configurazioni è generato da {\displaystyle (q_{i})_{i=1,\dots ,k}} coordinate generalizzate, il relativo spazio delle fasi in coordinate hamiltoniane è generato dalle coppie {\displaystyle (q_{i},p_{i})_{i=1,\dots ,k}}. Nello studio dei fenomeni di trasporto, in presenza di grandezze conservative, si ricorre all'equazione del bilancio, la cui formula generale è:
{\displaystyle A=F+G=E-U+P-C}
dove {\displaystyle A} è il termine di accumulo, {\displaystyle F} il flusso netto, ovvero la differenza tra il termine di entrata {\displaystyle E} e il termine di uscita {\displaystyle U}, e {\displaystyle G} il termine di generazione, vale a dire la differenza tra il termine di produzione {\displaystyle P} e quello di consumo {\displaystyle C}. Un caso particolare, all'interno della categoria delle equazioni di bilancio, sono le equazioni di conservazione, ovvero le equazioni di bilancio prive del termine di generazione, in cui il flusso netto possiede solo la componente diffusiva. Siano {\displaystyle f(\mathbf {q} ,\mathbf {p} ,t)} una funzione di densità di probabilità, {\displaystyle s(\mathbf {q} ,\mathbf {p} ,t)} una funzione che descrive l'eventuale variazione del termine di accumulo e {\displaystyle \phi (\mathbf {p} )} una funzione che descrive una generica proprietà. Quest'ultima ha un valor medio dato dall'integrale:
{\displaystyle \langle \phi \rangle ={\frac {1}{n}}\int \phi \cdot f\ \mathrm {d} \mathbf {p} ^{k}}
Per ottenere l'equazione di bilancio generica è necessario prendere ciascun termine dell'equazione di Boltzmann e moltiplicarlo per {\displaystyle \phi (\mathbf {p} )}, per poi integrarlo in {\displaystyle \mathrm {d} \mathbf {p} ^{k}}. A essi si aggiungerà l'integrale in {\displaystyle \mathrm {d} \mathbf {p} ^{k}} di {\displaystyle s(\mathbf {q} ,\mathbf {p} ,t)} moltiplicata per {\displaystyle \phi (\mathbf {p} )}. Pertanto, sapendo che l'equazione di Boltzmann è:
{\displaystyle {\frac {\partial f}{\partial t}}=-\nabla _{\mathbf {q} }f\cdot {\frac {\mathbf {p} }{m}}-\nabla _{\mathbf {p} }f\cdot \mathbf {F} ^{(e)}+\left({\frac {\partial f}{\partial t}}\right)_{\text{collisioni}}}
si ha che:
{\displaystyle {\begin{aligned}&\int \phi \cdot {\frac {\partial f}{\partial t}}\ \mathrm {d} \mathbf {p} ^{k}={\frac {\partial }{\partial t}}(n\langle \phi \rangle )\\&\int \phi \cdot \nabla _{\mathbf {p} }f\cdot \mathbf {F} ^{(e)}\ \mathrm {d} \mathbf {p} ^{k}=n\mathbf {F} ^{(e)}\cdot \langle \nabla _{\mathbf {p} }\phi \rangle \\&\int \phi \cdot \nabla _{\mathbf {q} }f\cdot {\frac {\mathbf {p} }{m}}\ \mathrm {d} \mathbf {p} ^{k}={\frac {1}{m}}\nabla _{\mathbf {q} }\cdot n\langle \phi \,\mathbf {p} \rangle \\&\int \phi \cdot \left({\frac {\partial f}{\partial t}}\right)_{\text{collisioni}}\ \mathrm {d} \mathbf {p} ^{k}=R_{\phi }\\&\int \phi \cdot s\ \mathrm {d} \mathbf {p} ^{k}=S_{\phi }\\\end{aligned}}}
quindi l'equazione finale sarà:
{\displaystyle {\frac {\partial }{\partial t}}(n\langle \phi \rangle )=-n\mathbf {F} ^{(e)}\cdot \langle \nabla _{\mathbf {p} }\phi \rangle -{\frac {1}{m}}\nabla _{\mathbf {q} }\cdot n\langle \phi \,\mathbf {p} \rangle +R_{\phi }+S_{\phi }}
Al primo si trova il termine di accumulo, mentre al secondo membro i primi due termini sono, rispettivamente, la componente convettiva e la componente diffusiva del flusso netto e i secondi due rappresentano, complessivamente, il termine di generazione. Poiché le grandezze usualmente studiate attraverso le equazioni di bilancio si conservano in seguito a collisioni, generalmente si ha che {\displaystyle R_{\phi }=0}.

## Applicazioni

### Equazioni di conservazione

#### Equazione di continuità di massa
L'equazione di continuità è un'equazione di conservazione e si ottiene, in notazione euleriana, a partire dall'equazione di bilancio generica ponendo {\displaystyle \phi (\mathbf {p} )=m}:
{\displaystyle {\frac {\partial {\bar {\rho }}}{\partial t}}=-\nabla \cdot {\bar {\rho }}\mathbf {v} }
trattandosi di un'equazione di continuità, si ha che la componente convettiva del flusso netto è nulla. L'equazione può essere riarrangiata in notazione lagrangiana nel seguente modo:
{\displaystyle {\begin{aligned}&{\frac {\partial {\bar {\rho }}}{\partial t}}=-({\bar {\rho }}\nabla \cdot \mathbf {v} +\mathbf {v} \nabla \cdot {\bar {\rho }})\\[4pt]&{\frac {\partial {\bar {\rho }}}{\partial t}}+\mathbf {v} \nabla \cdot {\bar {\rho }}=-{\bar {\rho }}\nabla \cdot \mathbf {v} \\[4pt]&{\frac {\mathrm {D} {\bar {\rho }}}{\mathrm {D} t}}=-{\bar {\rho }}\nabla \cdot \mathbf {v} \\\end{aligned}}}
dove il termine al primo membro rappresenta la derivata materiale della densità.

#### Equazione di continuità per l'elettrone
Nella fisica dei semiconduttori le equazioni di bilancio permettono di studiare i fenomeni di trasporto, ad esempio nell'ambito dei dispositivi a semiconduttore e nei metalli. Attraverso l'analisi dell'evoluzione della funzione di distribuzione dei portatori di carica è possibile ricavare diverse grandezze quali la conducibilità termica e la conducibilità elettrica. Attraverso l'inserimento di termini di rilassamento che tengono in considerazione l'effetto delle collisioni che avvengono durante il trasporto, è possibile determinare i valori medi di velocità e posizione dei portatori.
In generale, quindi l'analisi e la simulazione dei dispositivi viene effettuata tramite la risoluzione delle equazioni di bilancio. Molto spesso le informazioni che si ottengono grazie alle equazioni di bilancio sono sufficienti per alcune analisi per i dispositivi elettronici posti sotto l'effetto di un potenziale elettrico. Ovviamente, in questo caso si avrà che il termine convettivo, che rappresenta la frazione nell'unità di volume della generazione di elettroni, sarà proporzionale al campo elettrico ({\displaystyle \mathbf {F} =q\mathbf {E} }), il termine diffusivo dipenderà dalla densità di corrente elettrica {\displaystyle \mathbf {j} _{n}}, mentre il termine {\displaystyle S_{n}} sarà legato alla variazione del termine di accumulo in funzione della creazione o ricombinazione dei portatori. La scelta di {\displaystyle \phi (\mathbf {p} )} varia a seconda della proprietà che si vuole studiare; ad esempio, se si vuole calcolare l'equazione di bilancio per la densità dei portatori semiconduttori, la quantità di moto e l'energia si assume rispettivamente {\displaystyle \phi (\mathbf {p} )=1},  {\displaystyle \phi (\mathbf {p} )=m\mathbf {v} }, {\displaystyle \phi (\mathbf {p} )=E(\mathbf {p} )}. Pertanto l'equazione di continuità per l'elettrone è:
{\displaystyle {\frac {\partial \rho _{e}}{\partial t}}=-q\mathbf {E} \cdot \nabla _{\mathbf {p} }\rho -\nabla \cdot \mathbf {j} _{n}+R_{n}+S_{n}}
In cui {\displaystyle \rho _{e}(r,t)} è la densità di portatori.

### Equazioni di bilancio

#### Bilancio di quantità di moto
L'equazione di bilancio di quantità di moto si ottiene, in notazione euleriana, a partire dall'equazione di bilancio generica ponendo {\displaystyle \phi (\mathbf {p} )=m\mathbf {v} }:
{\displaystyle {\frac {\partial }{\partial t}}({\bar {\rho }}\mathbf {v} )=-\nabla \cdot ({\bar {\rho }}\mathbf {v} \otimes \mathbf {v} )-\nabla \cdot {\underline {\underline {\boldsymbol {\tau }}}}+{\bar {\rho }}\mathbf {g} -\nabla p}
dove {\displaystyle {\underline {\underline {\boldsymbol {\tau }}}}} è il tensore degli sforzi viscosi. Il termine di generazione è formato da due componenti: la prima legata alle forze di volume, dunque la gravità, e la seconda legata alle forze di superficie, ovvero alla pressione.
L'equazione può essere riarrangiata in notazione lagrangiana nel seguente modo:
{\displaystyle {\begin{aligned}&{\frac {\partial }{\partial t}}({\bar {\rho }}\mathbf {v} )+\nabla \cdot ({\bar {\rho }}\mathbf {v} \otimes \mathbf {v} )=-\nabla \cdot {\underline {\underline {\boldsymbol {\tau }}}}+{\bar {\rho }}\mathbf {g} -\nabla p\\[4pt]&{\bar {\rho }}{\frac {\mathrm {D} \mathbf {v} }{\mathrm {D} t}}=-\nabla \cdot {\underline {\underline {\boldsymbol {\tau }}}}+{\bar {\rho }}\mathbf {g} -\nabla p\\\end{aligned}}}

#### Bilancio di energia
L'equazione di bilancio di energia si ottiene, in notazione euleriana, a partire dall'equazione di bilancio generica ponendo {\displaystyle \phi (\mathbf {p} )={\frac {1}{2}}mv^{2}}:
{\displaystyle {\frac {\partial }{\partial t}}\left({\bar {\rho }}{\hat {E}}\right)=-\nabla \cdot \left({\bar {\rho }}\mathbf {v} {\hat {E}}\right)-\nabla \cdot \mathbf {q} -\left({\mathcal {E}}-{\mathcal {A}}\right)+{\bar {\rho }}(\mathbf {v} \cdot \mathbf {g} )-\nabla \cdot p\mathbf {v} -\nabla \cdot \left({\underline {\underline {\boldsymbol {\tau }}}}\cdot \mathbf {v} \right)}
dove {\displaystyle \mathbf {q} } è la densità di corrente termica. Il termine di generazione è formato da quattro componenti: la prima legata al trasporto per irraggiamento, dove {\displaystyle {\mathcal {E}}} rappresenta l'energia persa attraverso l'emissione di fotoni da parte delle particelle del sistema e {\displaystyle {\mathcal {A}}} rappresenta l'energia guadagnata dal sistema attraverso l'assorbimento di fotoni da parte delle particelle del sistema, la seconda legata alle forze di volume, dunque la gravità, e la terza legata alle forze di superficie, ovvero alla pressione e all'attrito.
L'equazione può essere riarrangiata in notazione lagrangiana nel seguente modo:
{\displaystyle {\begin{aligned}&{\frac {\partial }{\partial t}}\left({\bar {\rho }}{\hat {E}}\right)=-\nabla \cdot \left({\bar {\rho }}\mathbf {v} {\hat {E}}\right)-\nabla \cdot \mathbf {q} -\left({\mathcal {E}}-{\mathcal {A}}\right)+{\bar {\rho }}(\mathbf {v} \cdot \mathbf {g} )-\nabla \cdot p\mathbf {v} -\nabla \cdot \left({\underline {\underline {\boldsymbol {\tau }}}}\cdot \mathbf {v} \right)\\[4pt]&{\frac {\partial }{\partial t}}\left({\bar {\rho }}{\hat {E}}\right)+\nabla \cdot \left({\bar {\rho }}\mathbf {v} {\hat {E}}\right)=-\nabla \cdot \mathbf {q} -\left({\mathcal {E}}-{\mathcal {A}}\right)+{\bar {\rho }}(\mathbf {v} \cdot \mathbf {g} )-\nabla \cdot p\mathbf {v} -\nabla \cdot \left({\underline {\underline {\boldsymbol {\tau }}}}\cdot \mathbf {v} \right)\\[4pt]{\bar {\rho }}&{\frac {\mathrm {D} }{\mathrm {D} t}}\left({\hat {E}}\right)=-\nabla \cdot \mathbf {q} -\left({\mathcal {E}}-{\mathcal {A}}\right)+{\bar {\rho }}(\mathbf {v} \cdot \mathbf {g} )-\nabla \cdot p\mathbf {v} -\nabla \cdot \left({\underline {\underline {\boldsymbol {\tau }}}}\cdot \mathbf {v} \right)\\[4pt]{\bar {\rho }}&{\frac {\mathrm {D} }{\mathrm {D} t}}\left({\hat {U}}+{\frac {1}{2}}v^{2}\right)=-\nabla \cdot \mathbf {q} -\left({\mathcal {E}}-{\mathcal {A}}\right)+{\bar {\rho }}(\mathbf {v} \cdot \mathbf {g} )-\nabla \cdot p\mathbf {v} -\nabla \cdot \left({\underline {\underline {\boldsymbol {\tau }}}}\cdot \mathbf {v} \right)\\[4pt]{\bar {\rho }}&{\frac {\mathrm {D} }{\mathrm {D} t}}\left({\hat {U}}\right)+{\bar {\rho }}{\frac {\mathrm {D} }{\mathrm {D} t}}\left({\frac {1}{2}}v^{2}\right)=-\nabla \cdot \mathbf {q} -\left({\mathcal {E}}-{\mathcal {A}}\right)+{\bar {\rho }}(\mathbf {v} \cdot \mathbf {g} )-\nabla \cdot p\mathbf {v} -\nabla \cdot \left({\underline {\underline {\boldsymbol {\tau }}}}\cdot \mathbf {v} \right)\\[4pt]\end{aligned}}}
Sapendo che il bilancio di energia cinetica specifica in notazione lagrangiana è:
{\displaystyle {\begin{aligned}{\bar {\rho }}{\frac {\mathrm {D} }{\mathrm {D} t}}\left({\frac {1}{2}}v^{2}\right)&={\bar {\rho }}\left(\mathbf {v} \cdot {\frac {\mathrm {D} }{\mathrm {D} t}}\mathbf {v} \right)=-\mathbf {v} \cdot \left(\nabla \cdot {\underline {\underline {\boldsymbol {\tau }}}}\right)+{\bar {\rho }}(\mathbf {v} \cdot \mathbf {g} )-\mathbf {v} \cdot \nabla p=\\[4pt]&=-\nabla \cdot \left({\underline {\underline {\boldsymbol {\tau }}}}\cdot v\right)+{\underline {\underline {\boldsymbol {\tau }}}}\odot \nabla \mathbf {v} +{\bar {\rho }}(\mathbf {v} \cdot \mathbf {g} )-\nabla \cdot p\mathbf {v} +p\nabla \mathbf {v} \\\end{aligned}}}
si ha che il bilancio di energia interna in notazione lagrangiana è pari a:
{\displaystyle {\begin{aligned}{\bar {\rho }}&{\frac {\mathrm {D} }{\mathrm {D} t}}\left({\hat {U}}\right)=-\nabla \cdot \mathbf {q} -\left({\mathcal {E}}-{\mathcal {A}}\right)+{\bar {\rho }}(\mathbf {v} \cdot \mathbf {g} )-\nabla \cdot p\mathbf {v} -\nabla \cdot \left({\underline {\underline {\boldsymbol {\tau }}}}\cdot \mathbf {v} \right)-{\bar {\rho }}{\frac {\mathrm {D} }{\mathrm {D} t}}\left({\frac {1}{2}}v^{2}\right)\\[4pt]{\bar {\rho }}&{\frac {\mathrm {D} }{\mathrm {D} t}}\left({\hat {U}}\right)=-\nabla \cdot \mathbf {q} -\left({\mathcal {E}}-{\mathcal {A}}\right)+{\cancel {{\bar {\rho }}(\mathbf {v} \cdot \mathbf {g} )}}-{\cancel {\nabla \cdot p\mathbf {v} }}-{\cancel {\nabla \cdot \left({\underline {\underline {\boldsymbol {\tau }}}}\cdot \mathbf {v} \right)}}+{\cancel {\nabla \cdot ({\underline {\underline {\boldsymbol {\tau }}}}\cdot \mathbf {v} )}}-{\underline {\underline {\boldsymbol {\tau }}}}\odot \nabla \mathbf {v} -{\cancel {{\bar {\rho }}(\mathbf {v} \cdot \mathbf {g} )}}+{\cancel {\nabla \cdot p\mathbf {v} }}+p\nabla \mathbf {v} \\[4pt]{\bar {\rho }}&{\frac {\mathrm {D} }{\mathrm {D} t}}\left({\hat {U}}\right)=-\nabla \cdot \mathbf {q} -\left({\mathcal {E}}-{\mathcal {A}}\right)-{\underline {\underline {\boldsymbol {\tau }}}}\odot \nabla \mathbf {v} +p\nabla \mathbf {v} \\[4pt]\end{aligned}}}
Poiché le due possibili 1-forme differenziali associate all'energia interna specifica {\displaystyle {\hat {U}}} sono pari a:
{\displaystyle {\begin{aligned}\mathrm {d} {\hat {U}}&=\left({\frac {\partial {\hat {U}}}{\partial T}}\right)_{\hat {V}}\mathrm {d} T+\left({\frac {\partial {\hat {U}}}{\partial {\hat {V}}}}\right)_{T}\mathrm {d} {\hat {V}}={\hat {c}}_{V}\ \mathrm {d} T+\left[T\left({\frac {\partial {\hat {S}}}{\partial {\hat {V}}}}\right)_{T}-p\right]\ \mathrm {d} {\hat {V}}=\\[4pt]&={\hat {c}}_{V}\ \mathrm {d} T+\left[T\left({\frac {\partial p}{\partial T}}\right)_{\hat {V}}-p\right]\mathrm {d} {\hat {V}}\\[4pt]\mathrm {d} {\hat {U}}&=\mathrm {d} {\hat {H}}-\mathrm {d} \left(p{\hat {V}}\right)=\left({\frac {\partial {\hat {H}}}{\partial T}}\right)_{p}\mathrm {d} T+\left({\frac {\partial {\hat {H}}}{\partial p}}\right)_{T}\mathrm {d} p-\mathrm {d} \left(p{\hat {V}}\right)={\hat {c}}_{p}\ \mathrm {d} T+\left[T\left({\frac {\partial {\hat {S}}}{\partial p}}\right)_{T}-{\hat {V}}\right]\ \mathrm {d} p-\mathrm {d} \left(p{\hat {V}}\right)=\\[4pt]&={\hat {c}}_{p}\ \mathrm {d} T+\left[T\left({\frac {\partial {\hat {V}}}{\partial T}}\right)_{p}-{\hat {V}}\right]\ \mathrm {d} p-p\mathrm {d} {\hat {V}}-{\hat {V}}\mathrm {d} p\\[4pt]\end{aligned}}}
sostituendo si ottengono le due formulazioni del bilancio di energia interna in notazione lagrangiana:
{\displaystyle {\begin{aligned}{\bar {\rho }}{\hat {c}}_{V}&{\frac {\mathrm {D} T}{\mathrm {D} t}}=-\nabla \cdot \mathbf {q} -\left({\mathcal {E}}-{\mathcal {A}}\right)-{\underline {\underline {\boldsymbol {\tau }}}}\odot \nabla \mathbf {v} +T\left({\frac {\partial p}{\partial T}}\right)_{\hat {V}}\nabla \cdot \mathbf {v} \\[4pt]{\bar {\rho }}{\hat {c}}_{p}&{\frac {\mathrm {D} T}{\mathrm {D} t}}=-\nabla \cdot \mathbf {q} -\left({\mathcal {E}}-{\mathcal {A}}\right)-{\underline {\underline {\boldsymbol {\tau }}}}\odot \nabla \mathbf {v} +T\left({\frac {\partial {\hat {V}}}{\partial T}}\right)_{p}{\bar {\rho }}{\frac {\mathrm {D} p}{\mathrm {D} t}}\\[4pt]\end{aligned}}}

#### Bilancio di materia
L'equazione di bilancio di materia per la specie i-esima di una miscela, in notazione euleriana, può essere ottenuta a partire dall'equazione di bilancio generica in vari modi, a seconda della definizione di concentrazione scelta.
L'equazione di bilancio in termini di concentrazione molare si ottiene ponendo {\displaystyle \phi (\mathbf {p} )={\dot {n}}}:
{\displaystyle {\frac {\partial }{\partial t}}c_{i}=-\nabla \cdot c_{i}\mathbf {v} _{n}^{*}-\nabla \cdot \mathbf {J} _{n,i}+R_{n,i}}
Analogamente, l'equazione di bilancio in termini di concentrazione massica si ottiene ponendo {\displaystyle \phi (\mathbf {p} )={\dot {m}}}:
{\displaystyle {\frac {\partial }{\partial t}}\rho _{i}=-\nabla \cdot \rho _{i}\mathbf {v} _{m}^{*}-\nabla \cdot \mathbf {J} _{m,i}+R_{m,i}}
dove {\displaystyle \mathbf {v} _{n}^{*}} e {\displaystyle \mathbf {v} _{m}^{*}} sono le velocità del centro di massa, rispettivamente, molare e massico, mentre {\displaystyle \mathbf {J} _{n,i}} e {\displaystyle \mathbf {J} _{m,i}} sono le densità di flusso, rispettivamente, molare e massico, inoltre i termini di generazione {\displaystyle R_{n,i}} e {\displaystyle R_{m,i}} dipendono dalla velocità di reazione. Le densità di flusso totali sono definite come {\displaystyle \mathbf {N} _{n,i}=c_{i}\mathbf {v} _{n}^{*}+\mathbf {J} _{n,i}} e {\displaystyle \mathbf {N} _{m,i}=\rho _{i}\mathbf {v} _{m}^{*}+\mathbf {J} _{m,i}}, pertanto le equazioni possono essere riscritte come:
{\displaystyle {\frac {\partial }{\partial t}}c_{i}=-\nabla \cdot \mathbf {N} _{n,i}+R_{n,i}\qquad {\frac {\partial }{\partial t}}\rho _{i}=-\nabla \cdot \mathbf {N} _{m,i}+R_{m,i}}
Analogamente ad altri casi, le equazioni possono essere riarrangiate in notazione lagrangiana:
{\displaystyle {\begin{aligned}&{\frac {\partial }{\partial t}}c_{i}+\nabla \cdot c_{i}\mathbf {v} _{n}^{*}=-\nabla \cdot \mathbf {J} _{n,i}+R_{n,i}\\[4pt]c_{\text{tot}}&{\frac {\mathrm {D} x_{i}}{\mathrm {D} t}}=-\nabla \cdot \mathbf {J} _{n,i}+\left(R_{n,i}-x_{i}\textstyle {\sum _{j}}R_{n,j}\right)\\[4pt]\end{aligned}}\qquad {\begin{aligned}&{\frac {\partial }{\partial t}}\rho _{i}+\nabla \cdot \rho _{i}\mathbf {v} _{m}^{*}=-\nabla \cdot \mathbf {J} _{m,i}+R_{m,i}\\[4pt]{\bar {\rho }}&{\frac {\mathrm {D} w_{i}}{\mathrm {D} t}}=-\nabla \cdot \mathbf {J} _{m,i}+\left(R_{m,i}-w_{i}\textstyle {\sum _{j}}R_{m,j}\right)\\[4pt]\end{aligned}}}
dove {\displaystyle x_{i}} e {\displaystyle w_{i}} sono, rispettivamente, la frazione molare e la frazione massica. Sommando i bilanci di ogni singola specie di una miscela composta da {\displaystyle k} componenti si ottiene il bilancio totale:
{\displaystyle {\frac {\partial }{\partial t}}c_{\text{tot}}=-\nabla \cdot c_{\text{tot}}\mathbf {v} _{n}^{*}-{\cancel {\nabla \cdot {\textstyle {\sum _{i}}}\mathbf {J} _{n,i}}}+{\textstyle {\sum _{i}}}R_{n,i}\qquad {\frac {\partial }{\partial t}}\rho _{\text{tot}}=-\nabla \cdot \rho _{\text{tot}}\mathbf {v} _{m}^{*}-{\cancel {\nabla \cdot {\textstyle {\sum _{i}}}\mathbf {J} _{m,i}}}+{\cancel {{\textstyle {\sum _{i}}}R_{m,i}}}}